# Margriet Vroomans
Margriet Vroomans (Den Haag, 26 april 1958) is een Nederlands journaliste en radio- en televisiepresentatrice.
Vroomans werkte als verslaggeefster bij de ANWB, de Haagsche Courant, RTV Oost, de Wereldomroep en RTV West, voordat ze in 1994 presentatrice werd van RTL Nieuws.
Na een periode van vijf jaar het RTL Nieuws te hebben gepresenteerd, werd ze in 1999 presentatrice van de actualiteitenrubriek NOVA als opvolgster van Maartje van Weegen. In 2002 kwam abrupt een eind aan dat dienstverband, toen hoofdredacteur Rik Rensen haar, samen met Kees Driehuis en Rob Trip, wilde vervangen door Felix Rottenberg en Matthijs van Nieuwkerk.
Vanaf 2003 vond ze ander werk bij de radio: NOS Actueel, Andere Ogen (BVN) en BNR Nieuwsradio. In december 2005 werd zij een vaste presentator van het politieke radioprogramma Kamerbreed, samen met Jan Kuitenbrouwer en later Kees Boonman. In april 2006 keerde zij terug op de buis als presentatrice van het actualiteitenprogramma TweeVandaag, thans EenVandaag.
Met ingang van 19 juli 2010 tot en met 29 december 2022 presenteerde Vroomans voor de KRO/KRO-NCRV op NPO Radio 4 van zeven tot negen uur het dagelijks ochtendprogramma De Ochtend van 4 met toegankelijke klassieke muziek, nieuws en achtergronden bij actualiteit en cultuur. Dit programma kwam in de plaats van het door Annette van Trigt gepresenteerde Van Trigt tot negen.
Sinds 2020 is Vroomans de commentator voor het nieuwjaarsconcert in Wenen. Zij is hiermee de opvolger van Edwin Rutten. Verder is ze vaste invalster van Frits Spits bij het programma De Taalstaat op NPO Radio 1.
Vroomans is getrouwd en heeft een zoon en een dochter.
- Gemeinsame Normdatei: 1062498607
- International Standard Name Identifier: 0000 0003 9431 2066
- Nederlandse Thesaurus van Auteursnamen: 074842242
- Virtual International Authority File: 288802827
- WorldCat: E39PBJcccRQ4Jvp6XYqVMGYtrq